# مات إرفينغ
مات إرفينغ (بالإنجليزية: Matt Irving)‏ هو عازف قيثارة بريطاني، ولد في 16 مارس 1950 في غلاسكو في المملكة المتحدة، وتوفي في 3 أبريل 2015.

## وصلات خارجية
- مات إرفينغ على موقع ميوزك برينز (الإنجليزية)
- مات إرفينغ على موقع ديسكوغز (الإنجليزية)